# Condado de Crawford (Indiana)
El condado de Crawford (en inglés: Crawford County), fundado en 1818, es uno de 92 condados del estado estadounidense de Indiana. En el año 2000, el condado tenía una población de 10 743 habitantes y una densidad poblacional de 14 personas por km². La sede del condado es English. El condado recibe su nombre en honor a William H. Crawford. 

## Geografía
Según la Oficina del Censo, el condado tiene un área total de 800 km², de la cual 792 km² es tierra y 8 km² (1.03%) es agua.

### Condados adyacentes
- Condado de Orange (norte)
- Condado de Washington (noreste)
- Condado de Harrison (este)
- Condado de Meade, Kentucky (sur)
- Condado de Perry (surpeste)
- Condado de Dubois (oeste)

## Demografía
Según la Oficina del Censo en 2000, los ingresos medios por hogar en el condado eran de $32 646, y los ingresos medios por familia eran $37 869. Los hombres tenían unos ingresos medios de $30 649 frente a los $21 128 para las mujeres. La renta per cápita para el condado era de $15 926. Alrededor del 16,80% de la población estaban por debajo del umbral de pobreza.

## Transporte

### Autopistas principales
- Interestatal 64
- Carretera Estatal de Indiana 37
- Carretera Estatal de Indiana 62
- Carretera Estatal de Indiana 64
- Carretera Estatal de Indiana 66
- Carretera Estatal de Indiana 145

## Municipalidades

### Ciudades y pueblos
- Alton
- Eckerty
- English
- Leavenworth
- Marengo
- Milltown
- Taswell

### Áreas no incorporadas
- Grantsburg
- Mifflin
- Sulphur
- Wickliffe

### Municipios
El condado de Crawford está dividido en 9 municipios:
- Boone
- Jennings
- Johnson
- Liberty
- Ohio
- Patoka
- Sterling
- Union
- Whiskey Run